# Quinta Batalha de Ypres
A Quinta Batalha de Ypres, também chamada de Avanço em Flandres e Batalha dos Picos de Flandres (francês: Bataille des Crêtes de Flandres) é um nome informal usado para identificar uma série de batalhas da Primeira Guerra Mundial no norte da França e no sul da Bélgica (Flandres) do final de setembro a outubro de 1918. 

## Antecedentes
Depois que a ofensiva alemã da primavera de 1918 não conseguiu alcançar uma vitória decisiva, o moral alemão diminuiu e o número crescente de soldados americanos que chegavam à Frente Ocidental deu aos Aliados uma vantagem numérica crescente sobre os exércitos ocidentais do Império Alemão. Para tirar proveito disso, o marechal da França Ferdinand Foch desenvolveu uma estratégia que ficou conhecida como a Grande Ofensiva, na qual os ataques eram feitos às linhas alemãs em uma frente tão ampla quanto possível.  As forças belgas, britânicas e francesas em torno do Saliente de Ypres formariam a pinça norte de uma ofensiva em direção à cidade belga de Liège.  O Segundo Exército Britânico acompanhou algumas retiradas menores e lutou na ação em Outtersteene Ridge em 18 de agosto, após o que houve uma calmaria. As tropas aliadas na área estavam bem descansadas no final de setembro.

## Batalha
O Groupe d'Armées des Flandres (GAF, Grupo de Exércitos de Flandres, Rei dos Belgas) atacou às 5h30 do dia 28 de setembro, após uma preparação de artilharia de três horas.  As GAF atacaram com 12 divisões belgas, 10 divisões britânicas do Segundo Exército e 6 divisões francesas do Sexto Exército. Os britânicos atacaram em uma frente de 4,5 milhas (7,2 km) até a estrada Ypres-Zonnebeke, de onde o exército belga atacou em uma linha ao norte até Dixmude.  Os ataques aliados rapidamente penetraram nas defesas alemãs e avançaram até 6 milhas (9,7 km). Grande parte do terreno a oeste de Passchendaele, abandonado durante a retirada do início de 1918, foi recapturado.  A chuva começou a cair, mas à noite os britânicos haviam tomado Kortewilde, Zandvoorde, Kruiseecke e Becelaere; As tropas belgas capturaram Zonnebeke, Poelcappelle, Schaap Baillie e Houthulst Forest.  No flanco sul, operações menores de três divisões britânicas avançaram para St. Yves, Messines e o cume de Wytschaete a Hollebeke. A linha de frente alemã ia de Diksmuide a Houthult, Becelare, Zandvoorde e Hollebeke.
Messines, Terhand e Dadizeele caíram em 29 de setembro e, no dia seguinte, apesar do terreno capturado se tornar outro lamaçal de lama, todo o terreno elevado ao redor de Ypres foi ocupado pelos Aliados.  Em 1º de outubro, a margem esquerda do leie (Lys) havia sido capturada até Comines e os belgas estavam a leste de uma linha de Moorslede a Staden e Diksmuide. O avanço continuou até 2 de outubro, quando os reforços alemães chegaram e a ofensiva ultrapassou seus suprimentos. Devido ao estado do solo, 15 000 rações foram entregues de pára-quedas de 80 aeronaves belgas e britânicas.

## Consequências

### Baixas
Os britânicos sofreram 4 695 baixas, os belgas "nett" baixas entre 2 000 mortos e 10 000 homens doentes ou feridos.  Os Aliados avançaram até 18 milhas (29 km), com um avanço médio de 6 milhas (9,7 km) e capturaram cerca de 10 000 prisioneiros, 300 canhões e 600 metralhadoras.

### Operações subsequentes
A ofensiva continuou com a Batalha de Courtrai (14 a 19 de outubro). 

## Ordem de batalha
Fontes:

### Groupe d'Armées des Flandres
As unidades aliadas do Grupo de Exércitos Flandres (Rei Albert I da Bélgica), tinham o general francês Jean Degoutte como Chefe do Estado-Maior. 
- Segundo Exército Britânico (General Herbert Plumer)
  - XV Corpo (Tenente-General Beauvoir De Lisle)
    - 31ª Divisão

  - X Corpo (Tenente-General Reginald Stephens)
    - 30ª Divisão
    - 34ª Divisão

  - XIX Corpo (Tenente-General Herbert Watts)
    - 14ª Divisão (Leve)
    - 35ª Divisão
    - 41ª Divisão - na reserva

  - II Corpo (Tenente-General Claud Jacob
    - 9ª Divisão (Escocesa)
    - 29ª Divisão
    - 36ª Divisão (Ulster) - na reserva
- Exército Belga (Rei Alberto)
  - Grupo Sul (Tenente-General Aloïs Biebuyck)
    - 11ª Divisão
    - 8ª Divisão
    - 12ª Divisão
    - 6ª Divisão

  - Grupo do Centro (Tenente-General Jules Jacques de Dixmude)
    - 9ª Divisão
    - 3ª Divisão
    - 128ª Divisão Francesa [fr] - na retaguarda

  - Grupo Norte (Tenente-General Louis Bernheim)
    - 7ª Divisão
    - 1ª Divisão
    - 10ª Divisão

  - As divisões de infantaria belgas restantes protegeram a inundada Frente de Yser de Clercken ao mar
    - 4ª Divisão
    - 2ª Divisão
    - 5ª Divisão

  - Divisão de Cavalaria Belga
- Sexto Exército Francês (Antoine Baucheron de Boissoudy) - como reservas
  - VII Corpo de Exército [fr] (Gen André Joseph Emmanuel Massenet [fr]) - sob o Comando Belga
    - 41ª Divisão
    - 164ª Divisão [fr]
    - 128ª Divisão [fr] - anexada ao Exército Belga

  - XXXIV Corpo de Exército [fr] (Gen Alphonse Nudant) - ainda sob o controle de Foch
    - 5ª Divisão [fr]
    - 70ª Divisão [fr]
    - 77ª Divisão [fr]

  - II Corpo de Cavalaria [fr] (Gen Félix Adolphe Robillot [fr]) - acampado na área de Proven-Houtkerque-Herzeele
    - 2ª Divisão de Cavalaria [fr]
    - 4ª Divisão de Cavalaria [fr]
    - 6ª Divisão de Cavalaria [fr]

### 4º Exército Alemão
O Grupo de Exércitos Rupprecht da Baviera (Príncipe Herdeiro Rupprecht da Baviera), comandando o grupo de exércitos do norte da Alemanha, manteve Flandres com o 4º Exército, que tinha menos de cinco divisões na área. 
- 4.º Exército (General der Infanterie Sixt von Armin)
  - Corpo Naval (Almirante Ludwig von Schröder)
  - Corpo de Guardas (Generalleutnant Alfred von Böckmann)
  - X Corpo de Reserva (Generalleutnant Arthur von Gabain)